# Gonolek des papyrus
Laniarius mufumbiri
Espèce
Statut de conservation UICN

 NT  : Quasi menacé
Le Gonolek des papyrus ou Gonolek à tête dorée (Laniarius mufumbiri) est une espèce d'oiseau de la famille des Malaconotidae. Cet oiseau endémique de l'est africain est un habitant des marais à papyrus (espèce qualifiée d'endémique du papyrus).

## Morphologie
C'est un oiseau très bariolé : le ventre est rouge vif, le dos, la nuque et les joues sont noirs, et le sommet du crâne est jaune doré, de même que le dessous du croupion. Il présente sur les ailes des taches blanches à contour net, plus ou moins alignées dans l'axe de l'aile. Le bec, assez fort, est noir.

## Comportement

### Alimentation
Cat oiseau insectivore se nourrit de fourmis, de coléoptères, de charançons, de petites mouches, de papillons (larves et adultes), mais aussi de gastéropodes et de quelques fruits.

## Répartition et habitat
C'est une espèce endémique de l'Afrique. On peut le trouver au Burundi, à l'est de la République démocratique du Congo, au Kenya, au Rwanda, en Tanzanie et en Ouganda.
Le Gonolek des papyrus ne vit que dans les marais à papyrus, en bord de cours d’eau à cours lent ou en bord de lac, à une altitude inférieure à 1 600 m.
La population de cet oiseau est estimée à 2 millions d'individus.

## Le Gonolek des papyrus et l'Homme

### Statut et préservation
La principale menace pour cette espèce est la destruction de son habitat par drainage des marais ou par brûlage et surexploitation des papyrus.
L'UICN a classé cette espèce dans la catégorie NT (quasi-menacée) du fait de la réduction de son habitat.

### Philatélie
Le Kenya a émis un timbre à l'effigie de cet oiseau en 1984.

#### Photos et vidéos
- Photo sur African Bird Club
- Vidéo IBC: un adulte dans les papyrus (Ouganda)
- Photo Flickr sur Avibase